# Tyrrell 023
El Tyrrell 023 fue un coche de Fórmula 1 diseñado por Harvey Postlethwaite y Mike Gascoyne para uso del equipo Tyrrell en la temporada 1995 de Fórmula 1. El coche fue pilotado por el japonés Ukyo Katayama, en su tercera temporada con el equipo, y el finlandés Mika Salo, en su primera temporada completa en la F1 tras pilotar para Lotus en las dos últimas carreras de 1994. El piloto de pruebas del equipo, el italiano Gabriele Tarquini, suplente de Katayama lesionado en el Gran Premio de Europa. El mejor resultado conseguido por el 023 fue el quinto puesto de Salo en los Grandes Premios de Italia y Australia.

## Diseño y desarrollo
Diseñado por Harvey Postlethwaite y Mike Gascoyne, el 023 presentaba un nuevo sistema de suspensión delantera controlado hidráulicamente, conocido como "Hydrolink", que Tyrrell había estado probando desde febrero de 1995. Utilizaba una versión de 3 litros del Yamaha V10, con el que se había corrido el año anterior.
El equipo retuvo a todos sus patrocinadores de 1994, incluidos Mild Seven, BP, Fondmetal, Calbee, Club Angle y Zent. A esto ayudó en parte el hecho de que el nuevo piloto del equipo, Mika Salo, trajo consigo 3 millones de dólares al equipo, lo que dio lugar a su nuevo patrocinador, Nokia. Ukyo Katayama, que había conducido para el equipo desde 1993, permaneció en la plantilla.
Después de una impresionante actuación en 1994 con el sencillo pero eficaz 022, 1995 fue una gran decepción para el equipo. El chasis del 023 demostró ser muy mediocre y la innovadora suspensión "Hydrolink" del equipo quedó ineficaz debido a sus deficiencias. La suspensión Hydrolink finalmente se eliminó del 023 a mitad de temporada.

## Historia

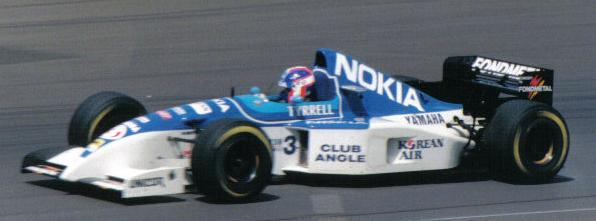
Ukyo Katayama conduciendo el 023 en el Gran Premio de Gran Bretaña de 1995

Salo estuvo impresionante en su primera temporada completa en la F1, anotando los cinco puntos totales del equipo. Podría haberlo hecho aún mejor, ocupando el tercer lugar en el GP de Brasil que abrió la temporada antes de retroceder al séptimo lugar debido a un calambre. También estaba listo para sumar puntos en la siguiente carrera, pero fue eliminado por el rezagado Aguri Suzuki. Por tanto, el finlandés tuvo que esperar hasta la segunda mitad de la temporada para sumar sus primeros puntos.
Katayama, por otro lado, demostró ser muy decepcionante después de un esfuerzo prometedor en 1994. Estaba en desventaja por los nuevos lados más altos de la cabina como piloto bajo, pero aun así fue superado por su inexperto compañero de equipo. El piloto de pruebas Gabriele Tarquini sustituyó a Katayama en Nürburgring después de que el japonés resultara herido en un accidente acrobático en la salida de Estoril. Tras su retirada en 1997, el japonés reveló que había sufrido un cáncer en la espalda que, aunque no era perjudicial, sí afectaba negativamente a su competitividad.
Tyrrell finalmente terminó noveno en el Campeonato de Constructores, con cinco puntos, todos anotados por Salo, detrás de Footwork debido al tercer puesto de Gianni Morbidelli en Adelaida.

## Patrocinio y livery
En los dos primeros Grandes Premios, el 023 se pintó de azul oscuro. A partir del Gran Premio de San Marino, la decoración se actualizó con una parte superior azul claro y pintura blanca. El equipo también obtuvo un nuevo patrocinio de Korean Air para el resto de la temporada.
En los Grandes Premios que no permitían la marca de tabaco, los logotipos de Mild Seven fueron reemplazados por "Tyrrell".

## Resultados
(Clave) (negrita indica pole position) (cursiva indica vuelta rápida)

| Año     | Motor      | Neu. | N.º | Pilotos           | 1   | 2   | 3   | 4   | 5   | 6   | 7   | 8   | 9   | 10  | 11  | 12  | 13  | 14  | 15  | 16  | 17  | Puntos | Pos. |
| ------- | ---------- | ---- | --- | ----------------- | --- | --- | --- | --- | --- | --- | --- | --- | --- | --- | --- | --- | --- | --- | --- | --- | --- | ------ | ---- |
| 1995    | Yamaha V10 | G    |     |                   | BRA | ARG | SMR | ESP | MON | CAN | FRA | GBR | GER | HUN | BEL | ITA | POR | EUR | PAC | JPN | AUS | 5      | 9.º  |
| 1995    | Yamaha V10 | G    | 3   | Ukyō Katayama     | Ret | 8   | Ret | Ret | Ret | Ret | Ret | Ret | 7   | Ret | Ret | NC  | Ret |     | 14  | Ret | Ret | 5      | 9.º  |
| 1995    | Yamaha V10 | G    | 3   | Gabriele Tarquini |     |     |     |     |     |     |     |     |     |     |     |     |     | 14  |     |     |     | 5      | 9.º  |
| 1995    | Yamaha V10 | G    | 4   | Mika Salo         | 7   | Ret | Ret | 10  | Ret | 7   | 15  | 8   | Ret | Ret | 8   | 5   | 13  | 10  | 12  | 6   | 5   | 5      | 9.º  |
| Fuente: |            |      |     |                   |     |     |     |     |     |     |     |     |     |     |     |     |     |     |     |     |     |        |      |